# Earl Slick
Pour les articles homonymes, voir Slick.
Earl Slick, né Frank Madeloni à Staten Island New York le 1er octobre 1952, est un guitariste rock.
Il a notamment collaboré avec David Bowie, Robert Smith, John Lennon, Yoko Ono, Jacques Dutronc et Dirty White Boy. Il a aussi joué avec les New York Dolls de 2011 à 2014. Il a par la suite travaillé avec John Waite, Tim Curry et David Coverdale, en plus de produire des albums solos. 

## Carrière musicale
Il s'est d'abord taillé une réputation de guitariste sur la scène musicale new-yorkaise, au début de l'année 1970, en jouant avec une formation appelée Mack Truck, qui incluait entre autres, le guitariste compositeur-interprète Jimmy Mack et son frère, le batteur Jack Mack, aussi connut sous le pseudonyme Claude Pepper. Par la suite, il collabore avec Jim Diamond et forme le duo Slick-Diamond, ils donnent des spectacles jusqu'à la fin de l'année. Puis il est engagé par David Bowie, pour remplacer Mick Ronson après la dissolution des Spiders from Mars lors de la tournée Diamond Dogs en 1974 d'où est extrait l'album David Live. Il est aussi sur ses albums Young Americans (1975) et Station to Station (1976). En 1977, il est sur l'album solo de Ian Hunter, ancien frontman de Mott the Hoople, Overnight Angels. Par la suite, il est guitariste sur l'album retour de John Lennon et Yoko Ono, Double Fantasy (1980) et sur l'album posthume Milk and Honey (1984). Entre-temps, il a déjà formé son propre groupe, Earl Slick Band, publiant les albums Razor Sharp et Earl Slick Band. Il retrouve aussi Yoko Ono en 1981 pour son album Season of Glass.
On le retrouve par la suite sur le Serious Moonlight Tour de David Bowie en 1983 pour faire la promotion de l'album Let's Dance. Il participe aussi avec le groupe Box of Frogs formé d'anciens membres des Yardbirds, soit Chris Dreja, Paul Samwell-Smith et Jim McCarty. Leur premier album éponyme, publié en 1984, voit la présence d'un ancien guitariste des Yardbirds, Jeff Beck alors que le deuxième, Strange Land sorti en 1986, renferme le talent d'un autre ex-Yardbirds Jimmy Page. À la suite du Serious Moonlight Tour, Earl Slick forme le groupe Phantom Rocker & Slick avec Slim Jim Phantom et Lee Rocker, ils sortent deux albums en 1986 et 1987. Slick est aussi présent avec Phantom et Rocker, sur l'album Blue Suede Shoes: A Rockabilly Session publié le 1er janvier 1986, avec Carl Perkins et ses invités, dont Eric Clapton, George Harrison, Ringo Starr et Dave Edmunds. En 1991, Earl travaille avec Michael Kamen sur quelques bandes originales de films dont Nothing but Trouble et Hudson Hawk. 
Il revient avec Bowie sur les albums Heathen en 2002 et Reality en 2003, ainsi que sur la tournée A Reality Tour qui donne lieu à un album et un DVD. Il réalise un album solo, Zig Zag en 2003, avec des invités prestigieux comme Bowie, Robert Smith des Cure, Joe Elliott de Def Leppard, ainsi que Royston Langdon et Martha Davis des Motels. En 2004, il travaille avec Mark Plati alors qu'il ajoute des pistes de guitare sur la pièce A Forest pour l'album remix des Cure, Join the Dots: B-Sides and Rarities. De 2011 à 2014, il est membre des New York Dolls. Il retrouve à nouveau David Bowie sur son album The Next Day en 2013. Il joue avec les Yardbirds de mai à août 2015.

## Discographie

### Solo
- The Earl Slick Band (1976)
- Razor Sharp (1976)
- In Your Face (1991)
- Lost and Found (2000)
- Live 1976 (2001)
- Slick Trax (2002)
- Zig Zag (2003

### Avec David Bowie
- Diamond Dogs (1974)
- David Live (1974)
- Young Americans (1975)
- Station to Station (1976)
- Heathen (2002)
- Reality (2003)
- A Reality Tour (2010)
- The Next Day (2013)

### Ian Hunter
- Overnight Angels (1977)

### Avec John Lennon et Yoko Ono
- Double Fantasy (1980)
- Milk and Honey (1984)

### Avec Yoko Ono
- Season of Glass (1981)

### Avec Silver Condor
- Silver Condor (1981)

### Avec Tim Curry
- Simplicity (1981)

### Avec John Waite
- Ignition (1982)

### Avec Carl Perkins and Friends
- Blue Suede Shoes: A Rockabilly Session (1986)

### Avec Phantom Rocker and Slick
- Phantom Rocker and Slick (1986)
- Cover Girl (1987)

### Avec Jacques Dutronc
- C.Q.F.D...utronc (1987)

### AvecDirty White Boy
- Bad Reputation (1990)

### Avec Michael Kamen
- Nothing but Trouble (1991) - B O du film
- Hudson Hawk (1991) - B O du film

### Avec David Coverdale
- Into the Light (2000)

### Avec The Cure
- Join the dots : B-Sides and Rarities (2004) - Guitare sur A forest